# Pilatus PC-8D Twin Porter
Пилатус PC-8D (англ. Pilatus PC-8D Twin Porter) — швейцарский лёгкий многоцелевой самолёт, разработанный швейцарской фирмой Pilatus. Работы над самолётом были начаты в 1966 году. Новый самолёт представлял собой модифицированный PC-6 Porter под установку двух двигателей Lycoming IO-540-GIB мощностью 290 л.с. (220 кВт).
Прототип самолёта PC-8D (регистрационный код HB-КОА) впервые взлетел 28 ноября 1967 года. После года испытаний самолёт так и не смогли довести до требуемых характеристик (скорость и дальность лишь незначительно превосходили серийный PC-6) и в январе 1969 года проект закрыли.

## Модификация РС-8D
- Размах крыла, м   15,60
- Длина самолёта, м   10,50
- Высота самолёта, м   3,60
- Площадь крыла, м2   32,40
- Масса, кг    
  - пустого снаряжённого самолёта   1550
  - максимальная взлётная   2770
- Тип двигателя   2 ПД Lycoming IO-540 -GIB
- Мощность, л.с.   2 х 290
- Максимальная скорость, км/ч   260
- Крейсерская скорость, км/ч   230
- Практическая дальность, км   1100
- Практический потолок, м   5500
- Экипаж, чел   1
- Полезная нагрузка:   9 пассажиров
- Тактико-технические характеристики